# Leptogaster albimana
Leptogaster albimana är en tvåvingeart som beskrevs av Walker 1858. Leptogaster albimana ingår i släktet Leptogaster och familjen rovflugor. Inga underarter finns listade i Catalogue of Life.